# Fritz Sonnleitner

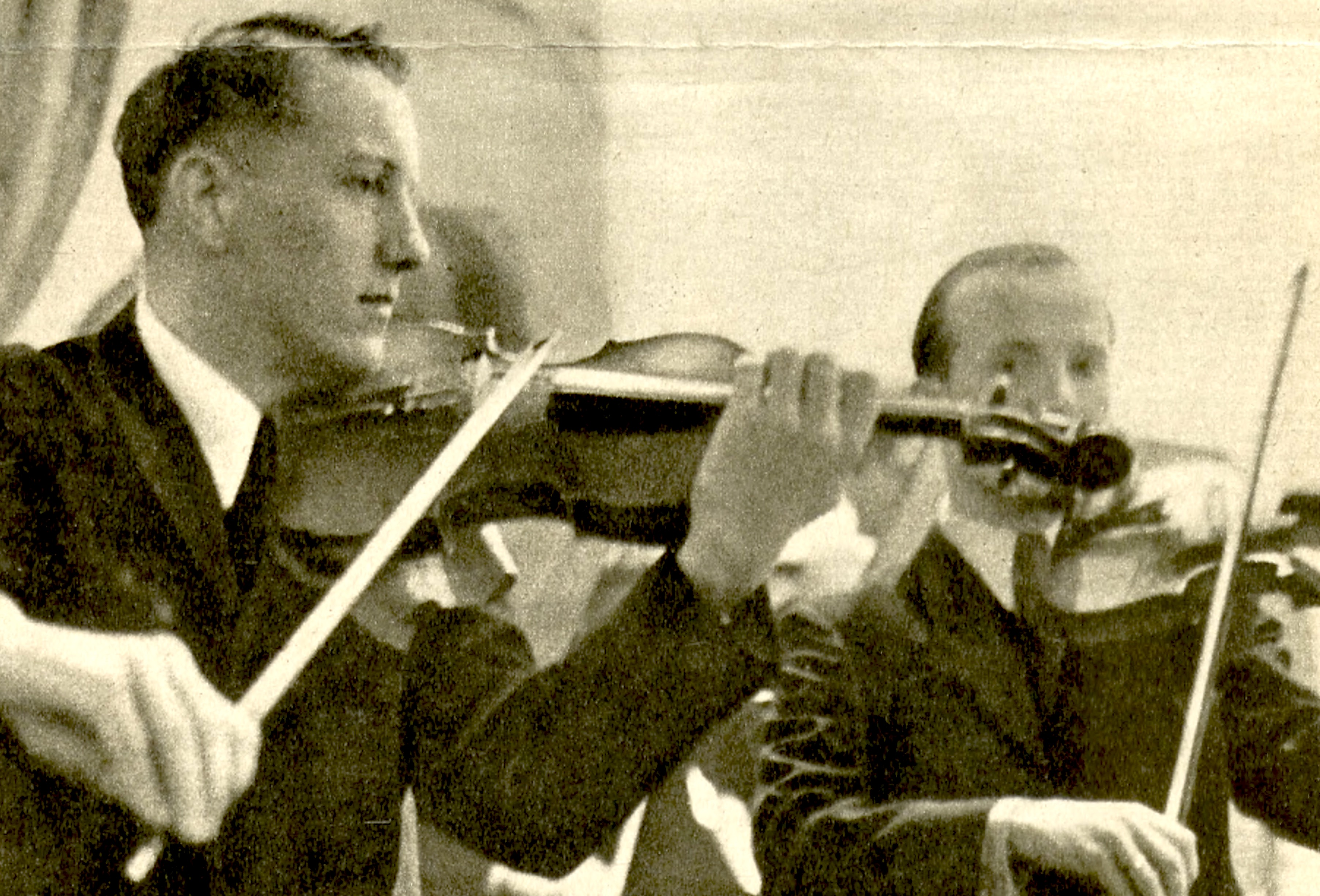
Fritz Sonnleitner 1941 bei der Philharmonie des Generalgouvernements

Friedrich Johann „Fritz“ Sonnleitner (* 8. Januar 1920 in Altötting; † 26. Juli 1984 in München) war ein deutscher Violinist und Konzertmeister der Münchner Philharmoniker.

## Leben
Sonnleitner wurde in Altötting geboren, wo er in der Trostberger Straße aufwuchs. Sein Vater Michael Sonnleitner arbeitete als Eisendreher und spielte außerdem Trompete in der Stadtkapelle Schacherbauer.
Im Alter von 14 Jahren wurde Fritz Sonnleitner 1934 in die Ausbildungsschule der Münchener Akademie der Tonkunst aufgenommen und studierte dort Violine bei Anton Huber und Flöte bei Gustav Kaleve. Nach Beendigung der Ausbildungsschule absolvierte er an der Akademie auch die nächsthöhere Ebene, die Hochschule, die er 1940 abschloss.
1940 wurde er Konzertmeister der von Hans Rohr neugegründeten Philharmonie des Generalgouvernements (auch GG-Orchester genannt) in Krakau. Dieses Orchester zeichnete sich dadurch aus, dass es im besetzten Polen das einzige Ensemble war, das mit der Ausnahme Sonnleitners nur aus polnischen Musikern bestand. Sonnleitner spielte dort unter der Leitung von Hans Rohr und Rudolf Hindemith.
Er heiratete am 2. September 1944 in Krakau Renate Grüber (1923–1984), bevor er unmittelbar danach Kriegsdienst leisten musste und für fünf Jahre in russische Gefangenschaft kam.
Zurück in München erhielt er 1950 eine Stelle als Konzertmeister bei den Münchner Philharmonikern, die er bis zu seinem Tod innehatte. Er trat dabei auch häufig als Konzertsolist hervor. 1958 gründete er mit Ludwig Baier (2. Violine), Siegfried Meinecke (Viola) und Fritz Kiskalt (Cello) das Sonnleiter-Quartett und war außerdem Teil der Münchner Kammersolisten.
Nur knapp ein halbes Jahr nach dem Tod seiner Frau Renate im Februar 1984 verstarb Fritz Sonnleitner am 26. Juli 1984 in München nach „kurzer Krankheit“, fünf Monate vor seinem geplanten Ruhestand. Er hinterließ zwei Söhne, von denen einer ebenfalls als Geiger und Konzertmeister tätig ist.
Ein Jahr nach seinem Tod wurde 1985 die Sonnleitnerstraße in München-Freimann nach ihm benannt.